# میناپرین
میناپرین (انگلیسی: Minaprine) که با نام‌های کانتور (Cantor) و برانتور (Brantur) هم به فروش می‌رسد، یک داروی ضدافسردگی است که پیش تر در فرانسه برای درمان افسردگی استفاده می‌شد، ولی به دلیل بروز تشنج به دنبال مصرف آن، این دارو از بازار جمع‌آوری شد.